# Bogdan Drągowski
Edward Bogdan Drągowski (ur. 19 września 1947, zm. 21 września 2006) – polski kierowca rajdowy.

## Kariera zawodnicza
Jego główna aktywność zawodnicza przypadła na lata 70. XX wieku, kiedy to startował w barwach Automobilklubu Warszawskiego. Startował m.in. w Rajdzie Barbórka Warszawska (1975), Rajdzie Kormoran (1976–1977), Rajdzie Krakowskim (1976–1978), Rajdzie Kurpie (1976), Rajdzie Stomil/Rzeszowskim (1972–1973, 1977–1978), Rajdzie Warszawskim (1973, 1976–1979), Rajdzie Wisły (1971, 1977–1978) oraz w Rajdzie Polski (1978). Ścigał się również zagranicą: w Rajdzie Tulipanów (1973), Rajdzie Arktycznym, Rajdzie Pneumant (1974), Rajdzie Russkaya Zima (1978), Rajdzie Volán, Rajdzie Sachsenring i Rajdzie ARBÖ (1979).
Do ścigania powrócił w latach 1991–2002, startując w Kryterium Karowa w Warszawie (1991–1997) oraz Rajdzie Żubrów (1998–2002).

### Rajdowe samochodowe mistrzostwa Polski
- 1976 – 17. miejsce (pilot: Marek Pawłowski)[3]
- 1977 – 27. miejsce (pilot: Marek Pawłowski)[4]

### Samochody
- Polski Fiat 125p – 1971, 1973–1979
- Honda Z600 – 1972
- Ford Escort 1300 – 1975–1976
- BMW 2002 Tii – 1977
- Fiat 125 S – 1977
- MG Montego – 1991–1992
- Nissan Maxima – 1993–1994
- Fiat Bravo – 1997
- Alfa Romeo 156 – 1998
- Subaru Impreza STi N8 – 2001
- Mitsubishi Lancer Evo VI – 2002

## Życie prywatne
Był synem Ryszarda Drągowskiego – działacza turystycznego i naczelnika TOPR oraz Krystyny z domu Jezierskiej. Pod koniec lat 70. XX wieku zawarł związek małżeński z aktorką Danutą Kowalską, z którego to małżeństwa w 1980 roku urodził się syn Krzysztof. Para rozwiodła się po 1985 roku.
Zginął w wypadku samochodowym. Został pochowany na Nowym Cmentarzu w Zakopanem.